# Jessica Watson
Jessica Watson (Gold Coast, Queensland, Austràlia, 18 de maig de 1993), és una marinera australiana.
Va rebre la medalla de l'Orde d'Austràlia després d'intentar una circumnavegació global en solitari als 16 anys. Quan va sortir de Sydney el 18 d'octubre de 2009, Watson es va dirigir cap al nord-est, creuant l'equador a l'oceà Pacífic abans de creuar els oceans Atlàntic i Índic. Va tornar a Sydney el 15 de maig de 2010, tres dies abans del seu 17è aniversari, encara que el viatge va ser finalment més curt que les 21.600 milles nàutiques necessàries per considerar-se una circumnavegació global. En reconeixement del seu intent, Watson va ser nomenada Jove Australià de l'Any 2011, i l'any següent va rebre una Medalla de l'Orde d'Austràlia. Actualment resideix a Buderim, Queensland.

## Primers anys de vida
És la segona dels quatre fills de la parella neozelandesa Roger i Julie Watson, que es van traslladar a Austràlia el 1987; Watson té doble nacionalitat australiana i neozelandesa. Té una germana gran (Emily), i un germà i una germana menors (Tom i Hannah). Tots quatre van prendre classes de vela de nens i la família va passar cinc anys a bord d'un creuer amb cabina de 16 metres i els nens van ser escolaritzats a casa a distància. Més tard van viure durant un temps en un autobús de dos pisos construït expressament. Quan Watson tenia onze anys i encara vivien al vaixell, la seva mare va llegir el llibre de Jesse Martin Lionheart: A Journey of the Human Spirit als nens com un conte per anar a dormir. Això va portar a Watson a tenir l'ambició, als 12 anys, de navegar també per tot el món.

## Circumnavegació
Jessica Watson va ser rebuda a Sydney, després de fer història en completar la volta al món navegant en vela en solitari després de set mesos d'aventura, tres dies abans de complir els 17 anys. Watson va circumval·lar a bord del seu vaixell, el 'Pink Lady' on va navegar per l'entrada a la badia al voltant de les sis del matí -hora catalana-, convertint-se en la persona més jove que va navegar completament sola, sense aturar-se ni assistència, una distància d'unes 23.000 milles nàutiques, recorrent els extrems de Sud-amèrica i Africa abans de tornar a la costa sud d'Austràlia, al voltant de l'illa de Tasmània. Entre les persones que van anar a rebre-la hi era Jesse Martin, un compatriota seu que també va completar una circumnavegació l'any 1999, quan tenia 18 anys.